# أندرياس بيرش
أندرياس بيرش (بالدنماركية: Andreas Birch) هو قسيس دنماركي، ولد في 6 نوفمبر 1758 في كوبنهاغن في الدنمارك، وتوفي في 25 أكتوبر 1829 في آرهوس في الدنمارك.